# (154) Berta
(154) Berta es un asteroide perteneciente al cinturón de asteroides descubierto el 4 de noviembre de 1875 por Prosper Mathieu Henry desde el observatorio de París, Francia. Está nombrado en honor a Bertha Martin-Flammarion (1844-1936), hermana de Camille Flammarion.

## Características orbitales
Berta orbita a una distancia media del Sol de 3,195 ua, pudiendo alejarse hasta 3,442 ua y acercarse hasta 2,949 ua. Tiene una inclinación orbital de 20,98° y una excentricidad de 0,07713. Emplea en completar una órbita alrededor del Sol 2086 días.